# Europäisches Olympisches Sommer-Jugendfestival 2023/Skateboard
Die Wettkämpfe im Skateboarding beim Europäischen Olympischen Sommer-Jugendfestival 2023 in Maribor fanden am 26. und 27. Juli 2023 statt.
Es wurde je ein Wettbewerb für Jungen bzw. Mädchen im Bewerb Street ausgetragen.

## Bilanz

### Medaillenspiegel
| Platz  | Land       | Gold | Silber | Bronze | Gesamt |
| ------ | ---------- | ---- | ------ | ------ | ------ |
| 1      | Frankreich | 1    | –      | 1      | 2      |
| 1      | Polen      | 1    | –      | 1      | 2      |
| 3      | Israel     | –    | 2      | –      | 2      |
| Gesamt | Gesamt     | 2    | 2      | 2      | 3      |

### Medaillengewinner
| Disziplin | Gold                 | Silber       | Bronze         |
| --------- | -------------------- | ------------ | -------------- |
| Jungen    | Max Berguin          | Yakov Terrel | Jean Semaan    |
| Mädchen   | Weronika Choromanksa | Shani Paz    | Cerise Michaud |